# Mon ik'..!
Mon ik'..! er det sidste studiealbum fra Hiphop gruppen Hvid Sjokolade, udgivet den 20. september 2004 på deres eget pladeselskab Vognmandsfirmaet Menneskelyd. Det er det sidste album de har udgivet, inden de i oktober 2007 besluttede at stoppe projektet.

## Trackliste
| #   | Titel                   | Længde |
| --- | ----------------------- | ------ |
| 1.  | "En Hilsen"             | 4:25   |
| 2.  | "Kaffe & Kage"          | 4:13   |
| 3.  | "Vi ruka Hish"          | 4:02   |
| 4.  | "Bo-Bombom"             | 4:47   |
| 5.  | "Kærlighed R Alt"       | 3:42   |
| 6.  | "Mon Ik'..!"            | 4:31   |
| 7.  | "True Shit"             | 4:25   |
| 8.  | "Grineren"              | 0:19   |
| 9.  | "Nummi Nummi"           | 4:35   |
| 10. | "Disharmoni"            | 5:33   |
| 11. | "Den grønne Hat"        | 0:35   |
| 12. | "Hippedi Vippedi"       | 3:46   |
| 13. | "Vi gør Dig Sindssyg"   | 4:51   |
| 14. | "Høj & Flut"            | 0:32   |
| 15. | "Vi ruka Remish"        | 3:59   |
| 16. | "Det flyder I mit Blod" | 5:29   |

## Medvirkende
- Scratchmagic – scratching på "En Hilsen"
- Carsten Bentzen – kor på "Kaffe & Kage", sang på "Vi ruka Hish", "Kærlighed R Alt", "Vi ruka Remish" og "Det flyder I mit Blod"
- Jan Danebod – opråb på "Kaffe & Kage"
- Steen Rock – scratching på "Vi ruka Hish", "Mon Ik'..!", "True Shit", "Nummi Nummi", "Hippedi Vippedi", "Vi gør Dig Sindssyg", "Vi ruka Remish" og "Det flyder I mit Blod"
- Mick Øgendahl – som Elastikken på "Bo-Bombom"
- Pladen – som Smeden på "Bo-Bombom"
- Paula Befrits – sang på "Kærlighed R Alt"
- Hlin Snorradottir – grin på "Grineren"
- Christoffer Ohlson – cello på "Disharmoni"
- VAGN, 47 Næverland – på "Den grønne Hat"
- Simon Jul Jørgensen – guitar på "Hippedi Vippedi"
- Lasse Hansen – guitar på "Vi gør Dig Sindssyg"
- Rent mel – på "Høj & Flut"